# Poste centrale de Pontevedra
Le Palais de la Poste et des Télécommunications de Pontevedra ou l'Hôtel des Postes de Pontevedra est un édifice situé entre les rues Oliva et García Camba, au cœur du centre commercial et financier de Pontevedra, en Espagne. Depuis sa construction, il a été le siège principal de la Poste dans la ville et dans la province de Pontevedra. Devant sa façade principale se trouve un olivier qui a donné son nom à la rue de l'Olive.

## Histoire
Au XIXe siècle, Pontevedra avait besoin d'une Poste centrale conforme à son statut de chef-lieu de sa province. En 1908, le ministre de l'intérieur, Juan de la Cierva y Peñafiel, a annoncé la construction d'un nouveau bâtiment de la poste dans la ville. En 1910, les travaux de recherche de terrains pour la construction de l'édifice ont commencé. En 1911, le Conseil des ministres a approuvé la construction et un terrain proposé par le marquis de Riestra a été choisi entre la rue Oliva et la rue García Camba, un polygone irrégulier à six côtés d'une superficie de 800 mètres carrés.
En 1912, le conseil municipal de Pontevedra a acheté le terrain au marquis de Riestra pour cent quinze mille pesetas et l'a cédé à l'État. Le règlement du concours pour la construction de l'édifice a été rendu public en 1913 et le projet art nouveau de l'architecte madrilène Carlos Gato Soldevilla (auteur d'édifices art nouveau tels que le pavillon du ministère des Travaux Publics à Madrid) a été retenu. La construction de l'édifice a été attribuée en 1915 à l'entrepreneur Cándido Casalderrey pour un montant de 348 967 pesetas. Les travaux ont commencé cette année-là.
Les travaux ont duré plusieurs années et ont été interrompus à plusieurs reprises en raison de l'absence de paiement par l'État et de la dette accumulée auprès de l'entrepreneur. En 1926, 200 000 pesetas sont affectées à l'achèvement de la construction, qui était au point mort depuis 1923. La Poste centrale a été inaugurée en 1929, année où les lions emblématiques ont été placés sur la façade sud de l'édifice comme boîtes aux lettres pour les pays étrangers et l'Espagne. En mai 1930, le bâtiment a été meublé.
En raison de sa valeur historique, au début du XXIe siècle, en 2001, l'architecte Enrique Solana de Quesada, également originaire de Madrid, a été chargé d'élaborer le projet de rénovation de l'édifice. Après sa rénovation, il a été rouvert au public le 21 juillet 2003.

## Description
Le bâtiment appartient au style art nouveau qui prévalait dans les premières années du XXe siècle. L'architecte l'a conçu en s'inspirant des édifices de l'Europe du Nord. Il cherchait en particulier qu'il ressemble au style de la Renaissance flamande, avec la particularité galicienne de la construction en pierre.
L'édifice, comme la plupart des bâtiments de la Poste espagnole, s'articule autour d'une cour centrale au-dessus d'un hall public. Il y a une autre cour plus petite et autour de ces cours tous les bureaux sont articulés. Le dernier des trois étages est mansardé.
L'édifice est en granit et comporte un demi sous-sol, un rez-de-chaussée, deux étages et une mansarde. Les ouvertures dans les murs du premier étage ont des linteaux et celles du dernier étage ont des linteaux en arc avec un double arc de cercle. Au rez-de-chaussée, une grande frise se trouve à la hauteur du plafond.
L'entrée principale se présente dans l'angle comme un chanfrein avec des arcs reposant sur des colonnes classiques et des escaliers de pierre menant à un hall d'entrée surélevé. Elle est décorée de figures géométriques en pierre sur la façade, en particulier au niveau des combles, et de fenêtres géométriques sur chacun des niveaux. Le niveau supérieur au-dessus de l'entrée principale est couronné par les armoiries en pierre de la ville.
Sur la façade sud se trouvent deux lions en bronze (les seuls originaux en Galice) dont les gueules servent de fenêtres pour l'introduction du courrier pour l'étranger et pour l'Espagne et représentent la garde et la sécurité de l'édifice et de la correspondance.
L'intérieur, très lumineux, combine l'utilisation de matériaux tels que le verre, le bois et le plâtre, mettant en valeur la magnifique voûte de verre coloré, dont l'élément central est le blason de la ville de Pontevedra avec son pont, son calvaire, son ancien château et sa tour crénelée. Au plafond de la grande salle dans laquelle se déroule la vie publique du bâtiment, il y a un beau vitrail qui montre les armoiries de la ville,  utilisant la technique de la grisaille. Il y a 2 452 pièces de verre qui forment une surface de 98 mètres carrés.
Le blason de la ville mesure 4 mètres de haut sur 2,52 mètres de large et est entouré d'un liseré de 20 rosaces. Restauré en 2003, il a retrouvé toute sa splendeur grâce au travail de la société Azpilcueta de La Corogne. La technique utilisée pour dessiner le blason sur le verre est la grisaille, dans laquelle le pigment est retiré, car la couleur le rapproche du verre lui-même. Cette technique cherche également à empêcher la lumière de passer à travers le verre, créant ainsi de nouvelles sensations dans l'espace.
La peinture à l'huile en général et les imitations de bronze, la dorure, la mosaïque, la céramique et les vitraux artistiques ont été utilisés dans la décoration de la salle centrale.
En 1916, l'architecte de la poste centrale de Pontevedra, Carlos Gato Soldevilla, a conçu aussi l'édifice de la poste centrale de Burgos.

## Galerie

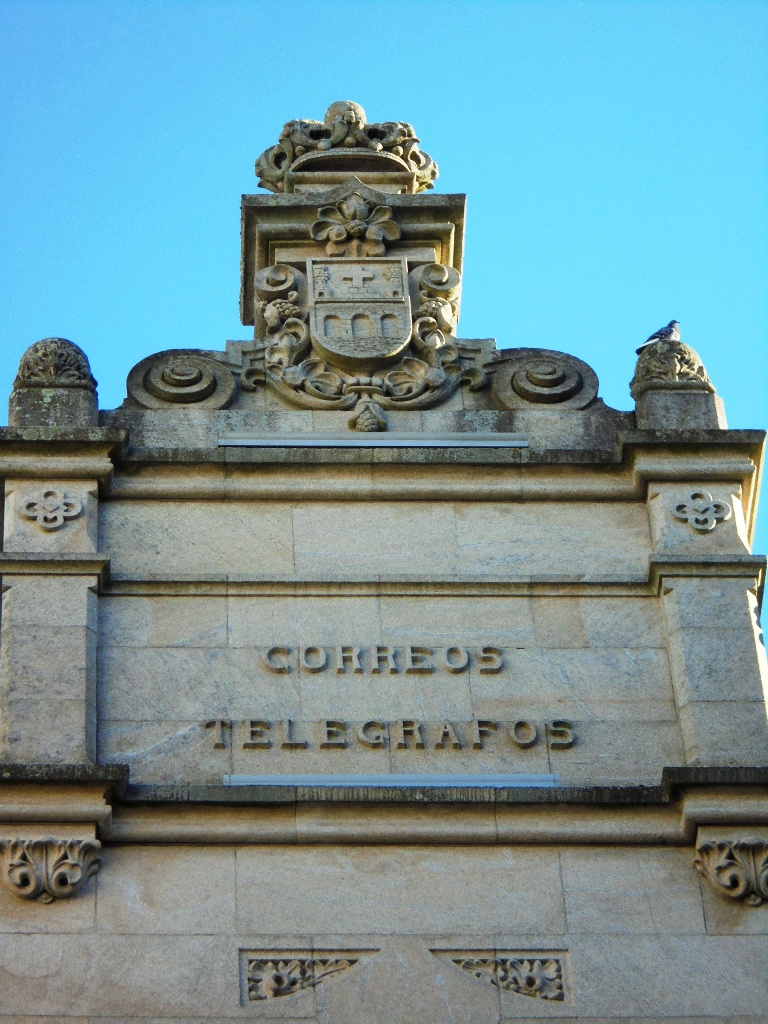
Armoiries de la ville, sur le sommet des deux façades
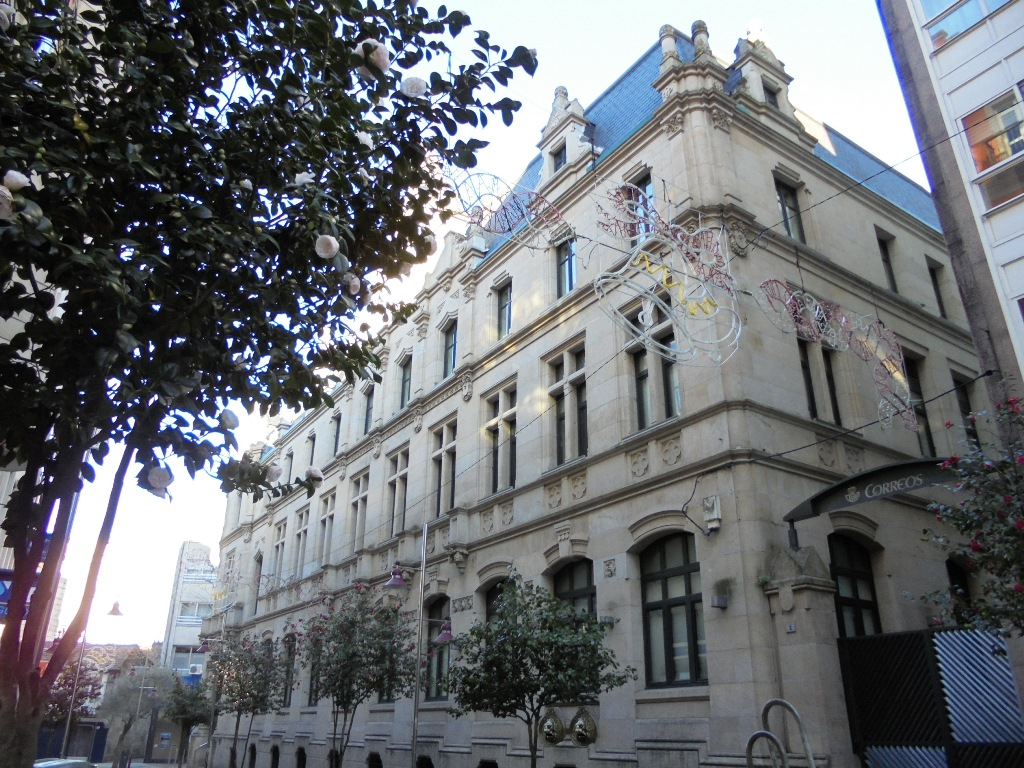
Façade rue García Camba
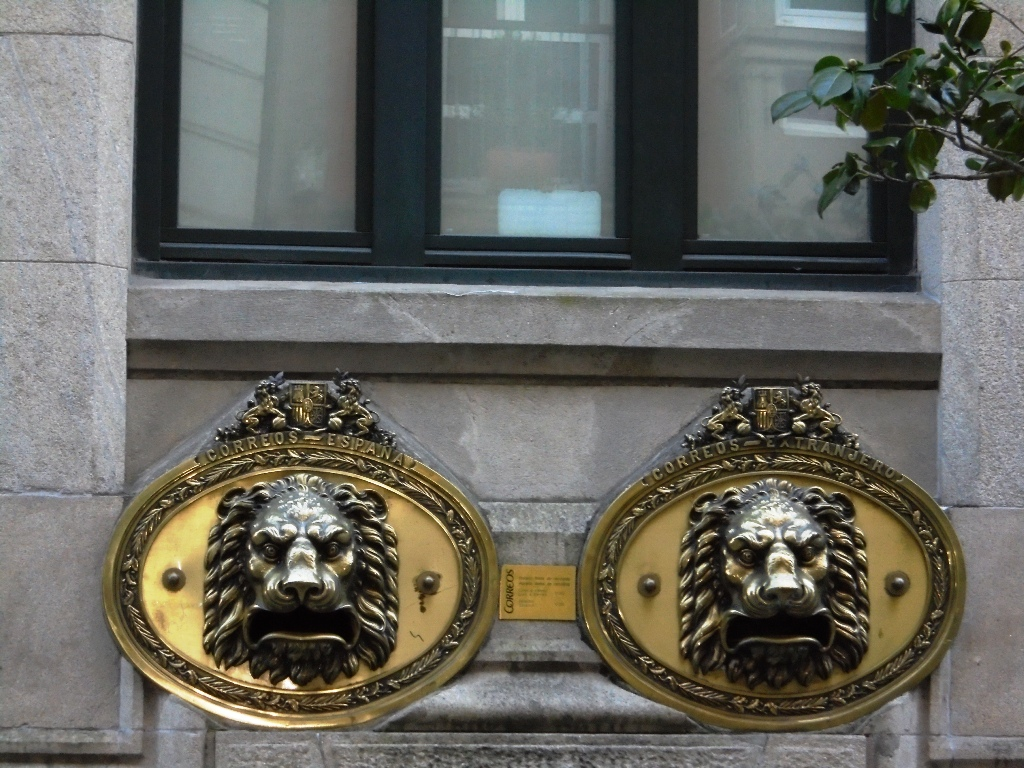
Les deux boîtes aux lettres en forme de tête de lion
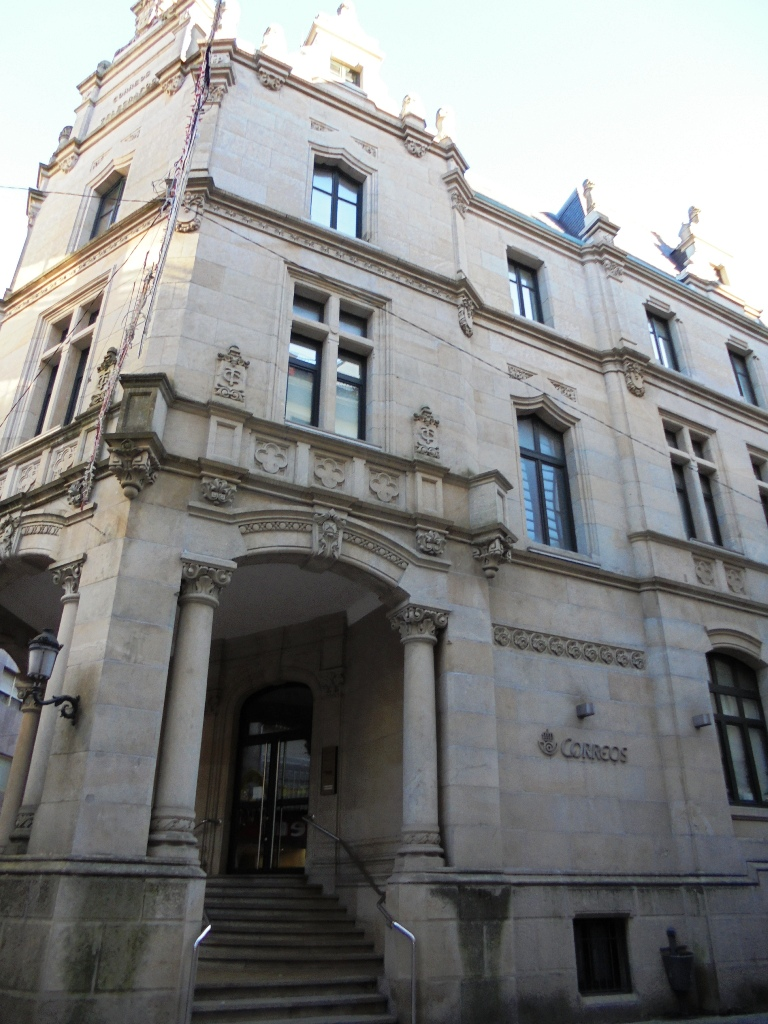
Détail de l'entrée latérale
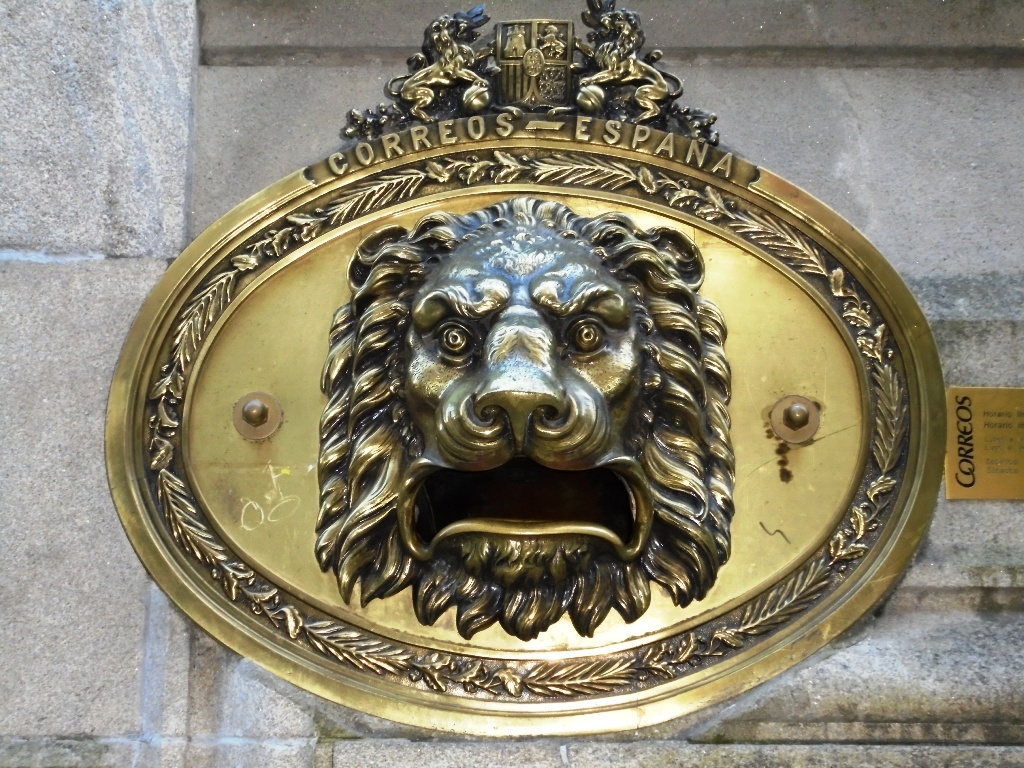
Boîte aux lettres pour l'Espagne
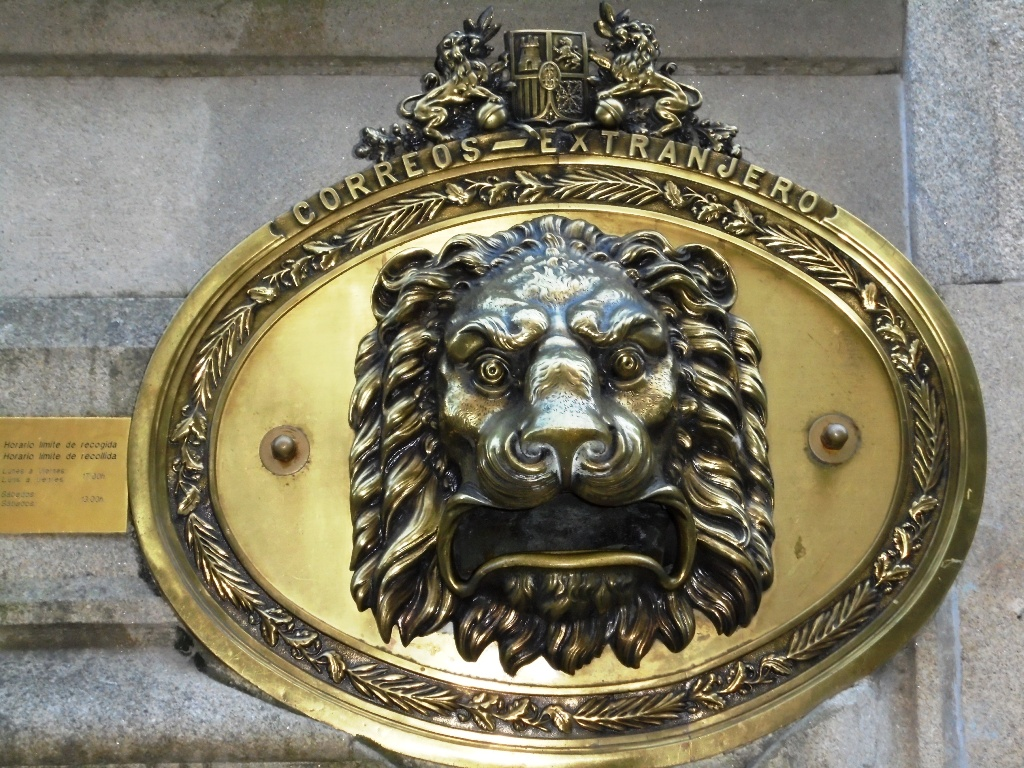
Boîte aux lettres pour l'étranger
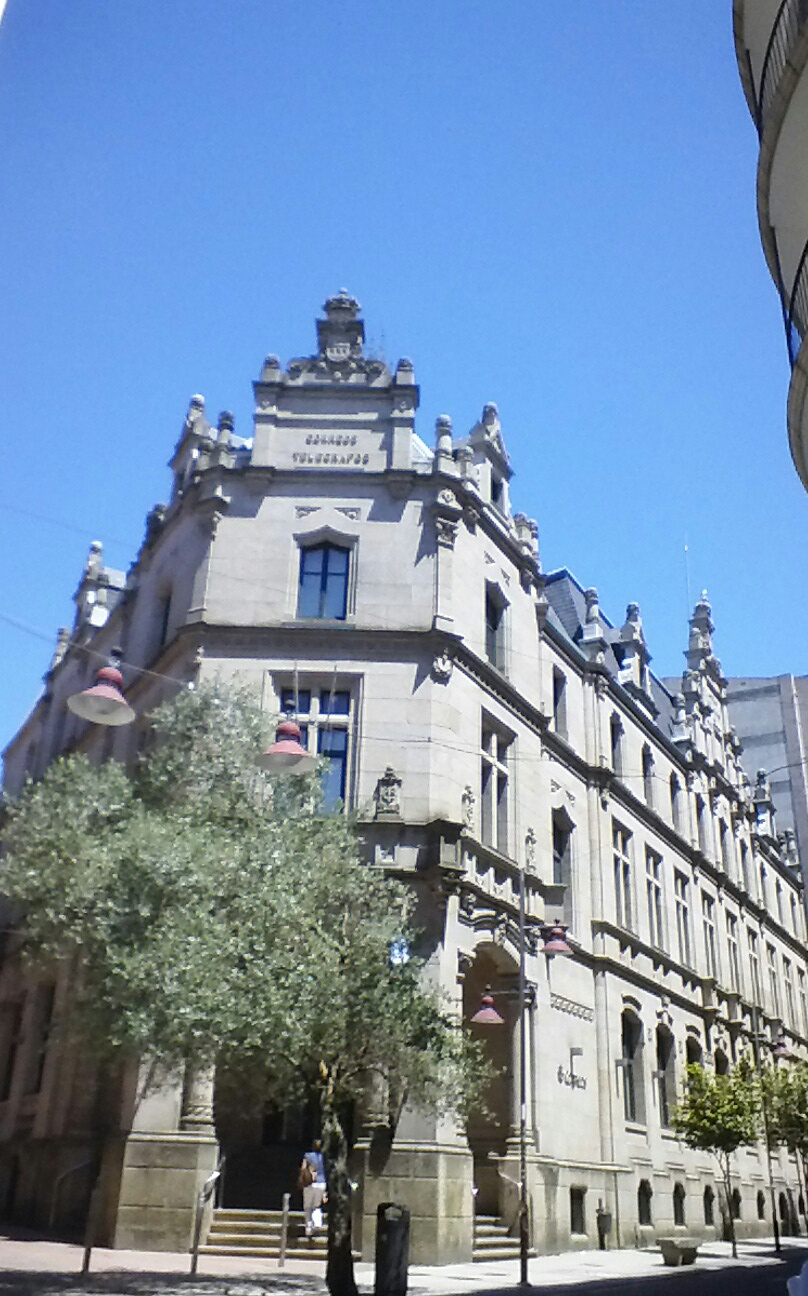
Entrée